# 보르나 소사
보르나 소사(크로아티아어: Borna Sosa, 1998년 1월 21일~)는 크로아티아의 축구 선수이다. 포지션은 레프트 백이며, 현재 잉글랜드 프리미어리그의 크리스털 팰리스에서 소속으로 활동하고 있다.